# 夏士林 (1953年)
夏士林（1953年—），汉族，浙江德清人，中华人民共和国政治人物、第十一届全国人民代表大会浙江地区代表。
毕业于上海复旦大学生物发酵技术专业，是中共党员。担任升华集团控股有限公司董事长。2008年起担任全国人大代表。